# Fancia Grün
Fancia Grün, née le 22 août 1904 à Stryï, Galice et morte le 3 mars 1945 à Theresienstadt, est une résistante allemande contre le nazisme. Elle fait partie du groupe Gemeinschaft für Frieden und Aufbau (de) (Communauté pour la paix et la construction).

## Biographie
Friedel Fancia Glück naît le 22 août 1904 en Galicie dans une famille juive. En 1911, sa famille s'installe à Berlin, où elle fréquente l'école primaire puis une école commerciale. Elle épouse Gerhard Grün, un homme d'affaires, en 1928 puis le couple divorce en 1938.
À partir de 1938, Fancia Grün travaille comme secrétaire au bureau d'enregistrement de la communauté juive de Berlin, où elle rédige également des listes de déportation. Elle peut ainsi informer son ami Werner Scharff, juif lui aussi, de ce qui se prépare dans la communauté juive et venir en aide aux déportés,. Son ancien mari Gerhard Grün et sa nouvelle épouse Ilse Grün, entrent en clandestinité au début de 1943. Werner Scharff, son épouse Gertrud Weismann ainsi que Fancia Grün entrent à leur tour en clandestinité, après le 10 juin 1943, date à laquelle les derniers employés juifs de la Reichsvereinigung sont déportés à leur tour,.
Werner Scharff et Fancia Grün sont arrêtés en 1943 et déportés dans le ghetto de Theresienstadt le 4 août 1943 par le transport I/100, 13816. Ils parviennent à s'évader le 7 septembre 1943 avec Abraham Niegho,. Ils retournent à Berlin, où ils vivent désormais avec de faux papier et reprennent leurs activités de résistance.
Ils fondent le groupe de résistance Gemeinschaft für Frieden und Aufbau qui se consacre à la fois à sauver le plus possible de gens de la déportation, notamment en cachant des juifs et distribuer des tracts à grande échelle par lesquels ils appellent la population à réfléchir, à résister et à mettre fin à la guerre. Ils prévoient de libérer la prison de la Schulstrasse mais leur plan est dénoncé à la Gestapo et ils sont arrêtés.
Werner Scharff est arrêté le 14 avril. Octobre 1944 à Prieros et Fancia Grün six jours plus tard devant la mairie de Treptow. Tous deux sont d'abord détenus à la prison d'Alexanderplatz. Fancia Grün est déportée au camp de la Schulstrasse en 1945 puis, une nouvelle fois, dans le ghetto de Theresienstadt.
Le 3 mars 1945, Fancia Grün est fusillée dans la petite forteresse de Theresienstadt .
Werner Scharff et Gerhard Grün sont fusillés également. Gertrud Scharff survit à la guerre.

## Postérité
En 2004, une plaque commémorative est apposée sur le parvis de la gare à Luckenwalde. Elle porte l'inscription « In memoriam - En 1943 et 1994, les chemins de nombreux membres du groupe de résistance "Communauté pour la paix et le développement" se sont croisés à la gare de Luckenwalde. Des Juifs cachés sont arrivés ici et des milliers de tracts ont été envoyés dans d'autres villes à partir d'ici. Hans et Frida Winkler, Werner Scharff, Fancia Grün, Fritz Arndt, Georg Brachmuller, Hilde Bromberg, Anja, Julius et Eugen Friede, Ilse et Gerhard Grün, Lucie et Paul Heat Gertrude et Arthur Joachim, Paul Kraege, Henri Landes, Günter Naumann, Paul Rissmann, Paul et Ida Rosin, Michael Schedlbauer, Alfred Stein, Paul Thiel ».
En 2011, un stolperstein est posée devant son appartement à Kollwitzstraße 48 à Berlin-Prenzlauer Berg en hommage.
Dans le film Die Unsichtbaren. Wir wollen leben (en), réalisé en 2016 par Claus Räfle, son personnage est interprété par Monika Disse.